# Велика Кроква

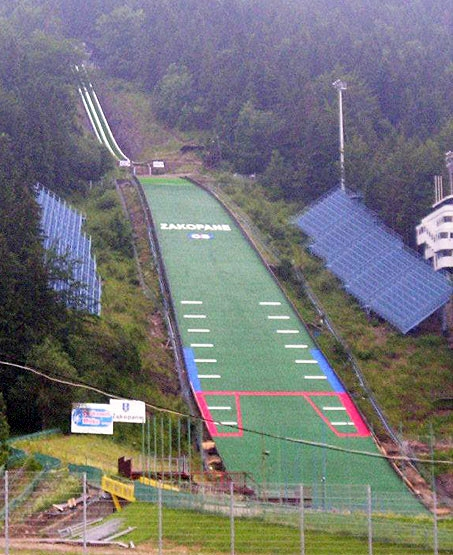
Велька Крокєв

Велика Кроква імені Станіслава Марусажа (пол. Wielka Krokiew im. Stanisława Marusarza) — великий лижний трамплін для стрибків з конструкційним пунктом K125 і розміром HS140, розміщений на північному схилі гори Кроква (1378 м) в Закопане у Польщі. З 1989 року названий на честь Станіслава Марусажа (у 1932—1989 роках імені Кароля Стриєнського). Є частиною Центру підготовки до олімпійських змагань у Закопане та керується Центральним осередком спорту. Поблизу розміщений комплекс Средньої Крокви імені Броніслава Чеха.
Найбільший лижний трамплін у Польщі та один із двох великих гірськолижних об'єктах в країні (разом зі трампліном Адама Малиша у Віслі-Малінці).
Природний пагорб захищений лісом і не має штучно піднятої стартової вежі, на якій починається з'їзд. Обладнаний: ігелітом, штучним освітленням та льодовими доріжками, що дозволяє стрибати при температурі до 20°C.
Побудований за проєктом інженера Кароля Стриєнського і офіційно відкритий 22 березня 1925 року під час змагань зі стрибків.
На трампліні відбулося багато міжнародних спортивних змагань, серед яких: змагання зі стрибків з трампліна під час Чемпіонатів світу з лижних видів спорту (1929, 1939, 1962) та Зимової Універсіади (1993, 2001), змагання Кубка світу (з сезону 1979/1980), Кубок Континенту (з сезону 1992/1993), Кубок FIS (з сезону 2012/2013), літній Гран-прі (з сезону 2004) та Кубок світу з лижного двоборства (з сезону 1998/1999). Багаторазово на ньому відбувалися Чемпіонати Польщі із стрибків з трампліну (вперше в 1927 році).

## Історія

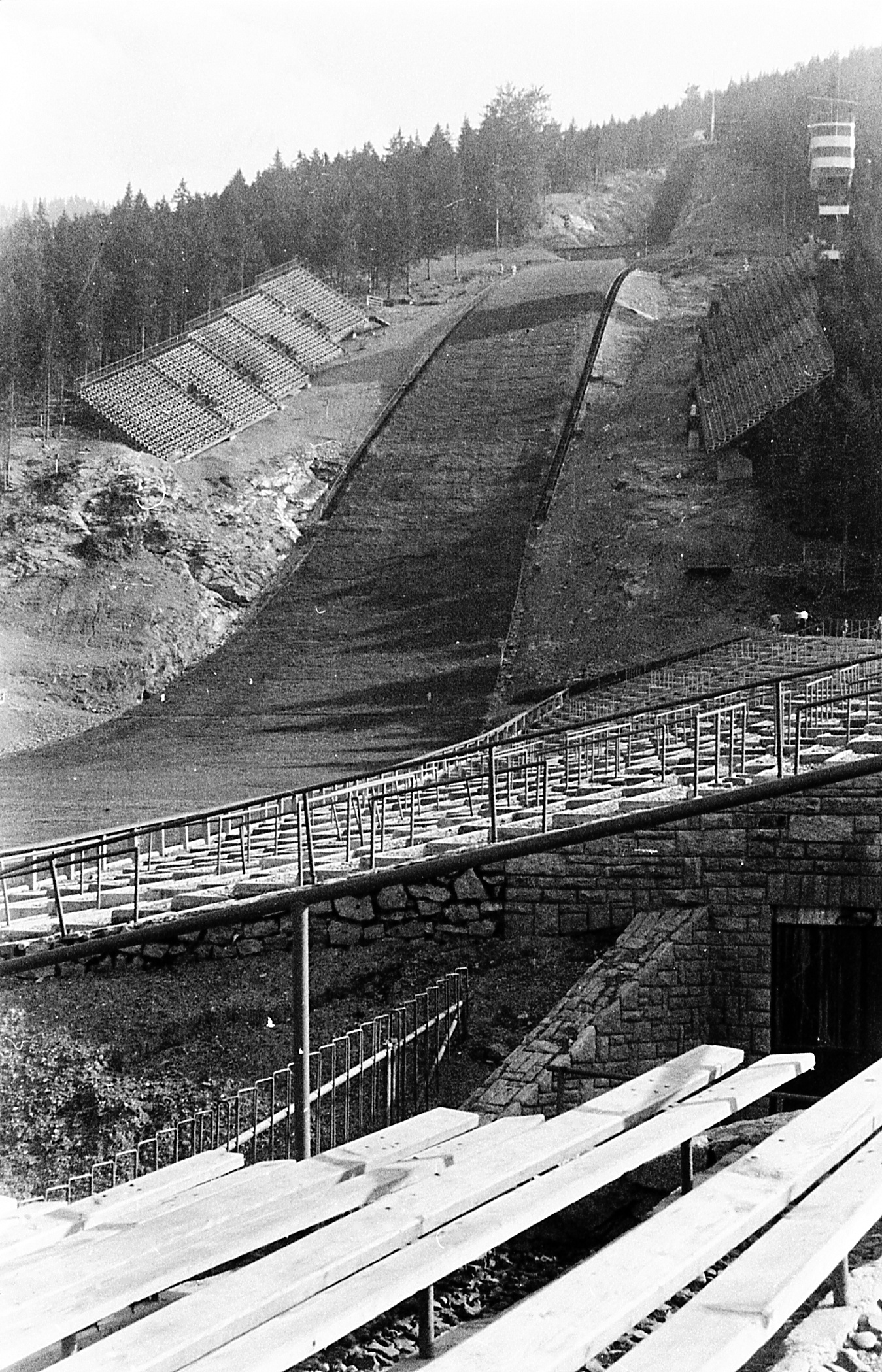
Велика Кроква (1962)

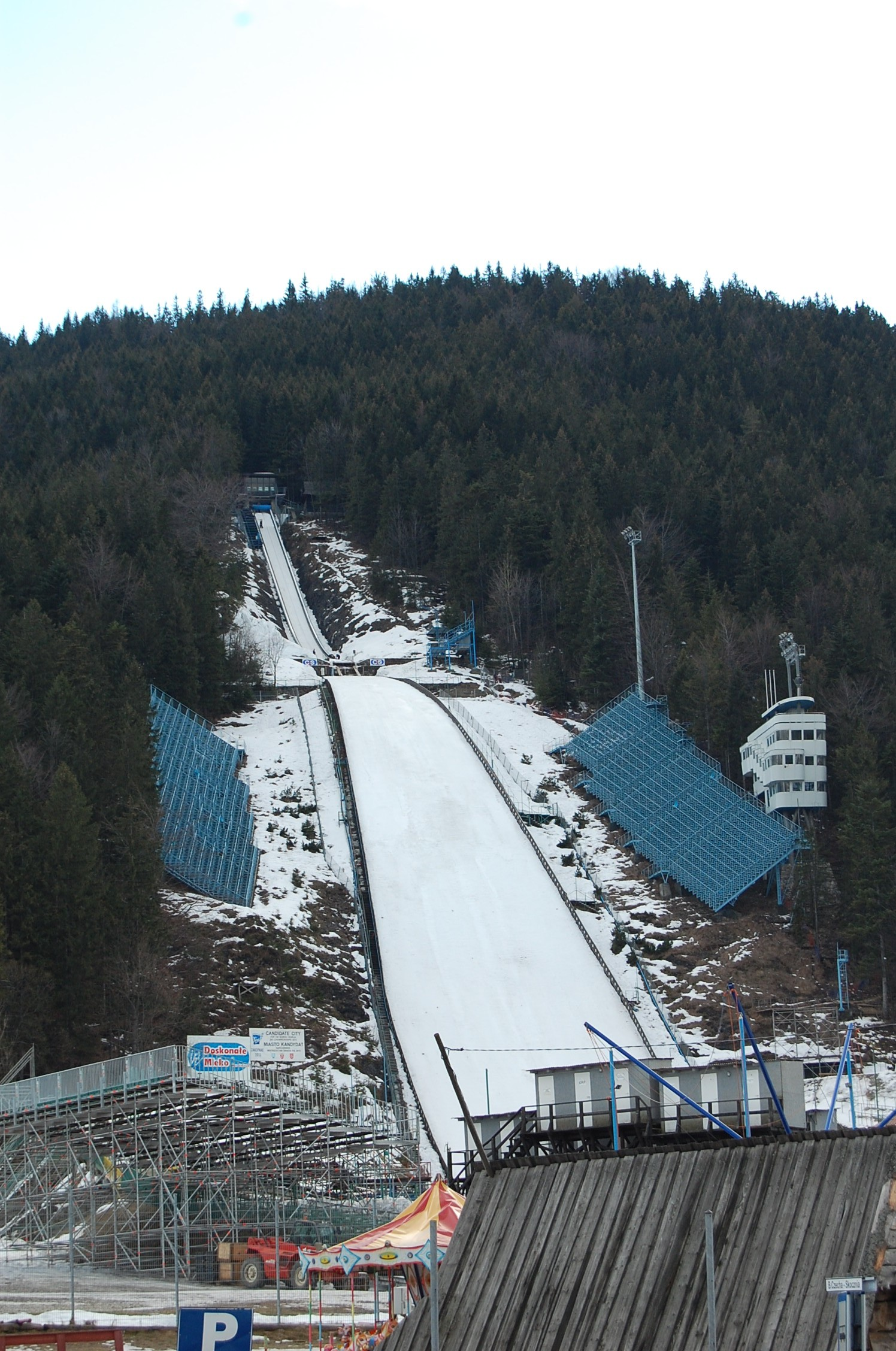
Велика Кроква (2008)

У 1886 році Закопане офіційно отримало статус курорту. Після здобуття Польщею незалежності кожен курорт країни був зобов'язаний розвивати так званий регуляторний план, що полягає в упорядкуванні просторової політики міста та окресленні незабудованої території, призначеної для відпочинку та спорту. У 1923 році з ініціативи Міністерства публічної діяльності, територія від Кузні до вершини Крокви була охоплена новим проєктом архітектурного управління, створеного в 1922 році інженером Каролем Стриєнським — як туристично-спортивний парк, який був включений до регулятивного плану міста Закопане. Проект включає численні спортивні споруди, в тому числі лижний трамплін. Для реалізації задуманих планів було створено компанію «Спортивний парк» (Park Sportowy) з священиком-скелелазом Яном Гумполою на посаді президента і розпочато реалізацію інвестицій.
Гірськолижний трамплін на Крокві не найстарший об'єкт такого типу в Польщі, оскільки вже в 1920 році був побудований трамплін в долині Яворинки. Через кілька років відстані, які можна було досягти на ньому (менше 40 метрів), перестали відповідати можливостям, які ніс з собою швидкий розвиток дисципліни. Конструкція об'єкту в районі гори Крокви повинна була зробити можливими безпечні стрибки понад 40 метрів. Ще один аспект зробив новий гірськолижний трамплін кращим, від явожинського — локалізація (розміщений ближче до центру міста та на схилі, що гарантує довше утримання снігового покрову).
На місце будівництва обрано північний схил вершини Крокви — територію орендувала на 50 років на дуже вигідних умовах компанія «Спортивний парк» у графа Владислава Замойського. Генеральний проект трампліна був підготований у 1923 році Каролем Стрийєнським, а технічна документація — шведським інженером із прізвищем Sellström або Sandström. Перш ніж будівництво розпочалося, весь проект отримав позитивний відгук Державної ради з охорони природи і — як повідомляв тижневик «Голос Закопанський» (пол. Głos Zakopiański) від 25 грудня 1923 року — відбулась консультація з «авторитетами гірськолижного спорту». Підкреслювалася безпека конструкції трампліна та його сучасність. Однак через недостатні фінансові ресурси роботи не вдалося провести за запланованим графіком. З ініціативи Стриєнського бажаючі могли придбати акції для будівництва, а велику роль в будівельних роботах відіграла армія. Переважна більшість робіт була завершена до кінця 1924 року, однак попередньо добудований об'єкт — довжиною 78 метрів, висотою 114 метрів та нахилом порогу 38 градусів — був введений у експлуатацію наприкінці січня 1925 року (у січні 1925 року Міська рада Закопане підтримала «Спортивний парк» субсидією для трампліна). Урочиста інавгурація в поєднанні із змаганнями зі стрибків відбулася 22 березня 1925 року. Першим переможцем і рекордсменом трампліну Велика Кроква став Станіслав Генсеніца-Сєчка (30 м, 36 м), після нього Генрик Мюкенбрун (32 м, 29 м) та Александр Розмус (29,5 м, 33 м). Після проведення змагань були ще завергені останні будівельні роботи.
Перший рекорд, як на той час, не був надзвичайним (оскільки змагання відбувалися у жахливу погоду та на поганому снігу) і не змінився під час наступних змагань (чемпіонат в Закопане, що відбувся 16-17 січня 1926 року), а через дефіцит снігу відстань розбігу тоді зменшилась вдвічі. Незважаючи на це, Станіслав Генсеніца-Сєчка набрав відстань 34,5 метрів, однак перше місце дісталося норвежцю Вільгельму Столпе (норв. Wilhelm Stolpe), тренеру-любителю, який в сезоні тренував стрибунів із закопанського клубу. Лише через кілька днів, 24 січня 1926 року, Тадеуш Зидел встановив новий рекорд (40,5 метрів), і від того часу зійшла лавина щораз кращих результатів, що здобувались на трампліні Велика Кроква, який в той час був кілька разів перебудовуваний, а преса писала про великі можливості, які він ще може дати.
Спеціально для Чемпіонату світу з лижних видів спорту 1929 року дещо змінено гору розгону, стрибок (на якому були побудовані трибуни), змінено профіль трампліну та суддівську ложу. За змаганнями спортсменів при мінус 30 градусах стежило близько 10 000 глядачів. У 1932 році помер один із творців трампліну Велика Кроква — Кароль Стриєньський і з того часу до 1989 року трамплін був названий його ім'ям.
Велика Кроква двічі приймала таку велику спортивну подію, як Кубок світу — у 1939 та 1962 роках. В обох випадках через брак снігу його доводилося привозити з-за меж Закопаного — перед останнім чемпіонатом, як виявилося, без потреби, оскільки за кілька днів до змагань випав великий сніг, який довелося прибрати бульдозерами та людьми на лижах. У день змагань було встановлено два рекорди: кількість глядачів під трампліном (понад 120 000, досі не побитий) та довжина стрибка (103 метри Гельмута Рекнагеля).
З 1980 року (з перервами в 1981—1989 рр., 1991—1995 рр., 1997 р., 2001 р.) на трампліні Велика Кроква проходять найважливіші змагання зі стрибків з трампліну — Кубок світу. У 1999, 2001, 2007 та 2008 роках відбулись також змагання Кубку світу з лижного двоборства.
Тричі Велика Кроква приймала спортсменів під час чемпіонатів світу (більше разів — сім разів — чемпіонати світу проходили лише в Лахті, а у Фалуні — п'ять разів). На трампліні Велика Кроква під час зимової Універсіади (2001 року) відбулось змагання зі стрибків, переможцем якого став Лукаш Кручек. Влітку 2004 року застелено пластикове покриття (ігеліт), завдяки чому на Великій Крокві можна проводити змагання в літній сезон. Велика Кроква була ареною перших в історії нічних стрибків під час Гран-Прі (2004).
Перше змагання в рамках Кубку світу відбулось тут у 1980 році в присутності 40 000 глядачів.
1989 року Національна рада Закопаного змінила покровителя трампліну — ним став Станіслав Марусаж, відомий як «король трампліну Великої Крокви».
6 червня 1997 року, під час VI. апостольської поїздки до Польщі Івана Павла II, під трампліном Велика Кроква відбулася меса, яку відправив папа Іван Павло ІІ, в якій взяло участь від 250 000 до 300 000 вірних.
1 січня 2000 року Велика Кроква втратила схвалення FIS, що означало, що жодне змагання не може проводитися на ній під егідою цієї організації. Останнє було визнане на засіданні в Гаррахові за умови реконструкції трампліну, включно із зміною старої вежі арбітрів. Робота розпочалася 3 серпня 2000 року, більшість якої була завершена через чотири місяці. Вартість робіт склала 2,2 млн злотих. Окрім зміни параметрів (зсув конструкторського пункту, зміна кута нахилу столу відриву та зіскоку, укорочення зіскоку, зменшення нахилу подіуму трампліна з 7 до 0 градусів) перебудовано каналізаційну мережу та проведено дренаж на зіскоку та пробігу.
У 2004 році відбулася реконструкція, під час якої було покладено пластикове покриття, а Закопане отримало право організовувати літні Гран-прі зі стрибків на лижах. У 2009—2011 роках на суму понад 12 мільйонів злотих під трампліном був побудований триповерховий павільйон, в якому розміщувались помешкання для VIP-персон, виставкові-експозиційні зали та стенди для спортивних коментаторів.
У 2016—2017 роках на трампліні пройшла розбудова, проведена в два етапи. У середині серпня 2016 року розпочався перший етап реконструкції, в який входив демонтаж старої конструкції з подальшим будівництвом нової — бетонної, а також складанням льодових доріжок та зміною кута нахилу порогу трампліна з 10,5 до 11 градусів. Завершення робіт заплановано на листопад-грудень 2016 року. Реконструкція наїзду була завершена згідно з планом і 26 грудня 2016 року на об'єкті відбувся чемпіонат Польщі із стрибків з трампліна. Навесні 2017 року розпочався другий етап, під час якого відбудували зіскок трампліну: гора приземлення була опущена, нижня частина зіскоку трохи поглиблена, смуги та сходи замінені, а трамплін отримав нове пластикове покриття. Заплановані витрати на модернізацію мали становити приблизно 10 млн злотих, але після завершення робіт у листопаді 2017 року їх оцінювали у 12 млн злотих. 19 листопада 2017 року трамплін отримав схвалення FIS, дійсне до 18 листопада 2022 року, необхідне для проведення змагань найвищого рейтингу, таких як Кубок світу, Континентальний Кубок, Літній Гран-прі, Кубок FIS, Літній Континентальний Кубок або Кубок світу по лижному двоборству. Після реконструкції конструкційний пункт становить 125 метрів, а розмір трампліна — 140 метрів.
Велика Кроква — це тренувальна база для стрибунів з Вісла Закопане (пол. Wisła Zakopane) та АЗС Закопане (пол. AZS Zakopane).

## Характеристика
На сьогоднішній день це найбільший трамплін у Польщі, який має схвалення FIS.

### Параметри трампліна[14]
- Конструкторський пункт: 125 м
- Висота трампліна (HS): 140 м
- Довжина рампи: 98,7 м
- Нахил рампи: 35°
- Довжина столу відриву: 6,5 м
- Нахил столу відриву: 11°
- Висота столу відриву: 3,13 м
- Нахил зіскоку: 34,3°

### Трибуни
На даний час на трибунах та околицях трампліну Велика Кроква може розміститися близько 40 000 чоловік, що робить його одним з найбільших спортивних споруд у Польщі за місткістю трибун. Наразі глядачам на змаганнях з найвищого рейтингу Кубку світу з погляду безпеки та комфорту перегляду доступно до 25 000 квитків. Рекорд глядачів на трампліні Велика Кроква було побито під час чемпіонату світу з лижних видів спорту в 1962 році, коли змагання зі стрибків спостерігала рекордна кількість вболівальників — 120 000. Під час змагань з Чемпіонату світу 2002 року під трампліном зібралося понад 53 тис. глядачів.

## Циклічні змагання, що відбуваються на трампліні

### Національні
- Чемпіонати Польщі
- Святкові змагання
- Кубок ТЗН

### Міжнародні

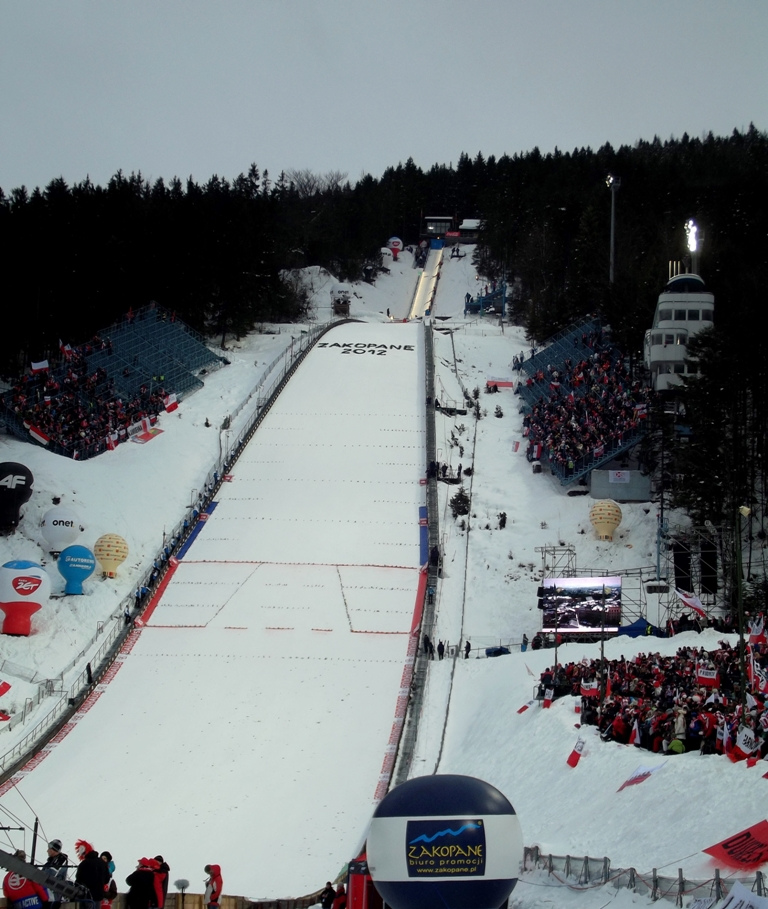
Велика Кроква (2012)

- Кубок світу (1980, 1990, 1996, 1998, 1999, з 2002 року по теперішній час)
- Кубок світу по лижному двоборству (1999, 2001, 2007, 2008)
- Континентальний Кубок (1994, 1997, 2003—2011, з 2013 року по теперішній час)
- Кубок FIS (з 2013 року по теперішній час)
- Літній Гран-прі (2004—2009, 2011, 2019)

Крім того, на трампліні Велика Кроква відбулися також:
- Чемпіонат світу з лижних видів спорту (1929, 1939, 1962)

## Рекордсмени на пагорбі
Офіційний рекорд трампліну становить 147 м і належить Yukiyi Satō. Рекорд був встановлений 25 січня 2020 року під час другої серії командних змагань Кубка Світу і є кращим на 3,5 м від попереднього, авторства Давіда Кубацького. Японцеві також належить літній рекорд трампліну — 145 метрів. Таку дистанцію він здобув під час першої серії індивідуального змагання літнього Гран-прі 2019 року.
Відповідно до вказівок Міжнародної федерації лижного спорту, рекорди, встановлені під час національних чемпіонатів або в передконкурсних тренуваннях, не визнаються (крім того, рекорди з Континентального кубка — також з основних змагань — не обліковуються як офіційні).

### Таблиця рекордів
неофіційні рекорди курсивом
| Lp.   | Дата       | Спортсмен                 | Результат | Змагання                                                     |
| ----- | ---------- | ------------------------- | --------- | ------------------------------------------------------------ |
| 1.    | 25.03.1925 | Станіслав Генсеніца-Сєчка | 36 m      | змагання зі стрибків                                         |
| 2.    | 1925       | Станіслав Генсеніца-Сєчка | 39 m      |                                                              |
| 3.    | 24.01.1926 | Тадеуш Заидел             | 40,5 m    | змагання зі стрибків                                         |
| 4.    | 01/02.1927 | Юзеф Ланкош               | 47 m      | позаконкурсна серія Чемпіонату Польщі 1927                   |
| 5.    | 01/02.1927 | Юзеф Ланкош               | 49,5 m    | позаконкурсна серія Чемпіонату Польщі 1927                   |
| 6.    | 18.03.1928 | Броніслав Чех             | 61 m      | Чемпіонат Польщі 1928                                        |
| 7.    | 10.02.1929 | Броніслав Чех             | 63 m      | позаконкурсна серія Чемпіонату світу 1929                    |
| –     | 10.02.1929 | Сігмунд Рууд              | 71,5 m    | позаконкурсна серія Чемпіонату світу 1929, падіння           |
| (7.)  | 10.02.1929 | Фрацишек Цукєр            | 63 m      | позаконкурсна серія Чемпіонату світу 1929                    |
| 9.    | 10.02.1929 | Станіслав Генсеніца-Сєчка | 66 m      | позаконкурсна серія Чемпіонату світу 1929                    |
| 10.   | 1932       | Станіслав Марусаж         | 72 m      |                                                              |
| 11.   | 11.02.1934 | Станіслав Марусаж         | 74 m      | Чемпіонат Польщі 1934                                        |
| 12.   | 24.02.1935 | Реідар Андерсен           | 76 m      | Чемпіонат Польщі 1935                                        |
| 13.   | 22.01.1938 | Анджей Марусаж            | 76,5 m    |                                                              |
| 14.   | 19.02.1939 | Йозеф Брадль              | 80 m      | Чемпіонат світу 1939                                         |
| 15.   | 19.02.1939 | Біргер Рууд               | 81,5 m    | Чемпіонат світу 1939                                         |
| –     | 19.02.1939 | Ян Куля                   | 85,5 m    | позаконкурсна серія Чемпіонату світу 1939                    |
| 16.   | 1948       | Станіслав Марусаж         | 83,5 m    |                                                              |
| 17.   | 1948       | Станіслав Марусаж         | 85 m      |                                                              |
| –     | 1954       | Станіслав Марусаж         | 92,5 m    | падіння                                                      |
| 18.   | 1955       | Антоні Вєчорек            | 86,5 m    |                                                              |
| 19.   | 18.03.1956 | Harry Glaß                | 88 m      | Пам'яті Броніслава Чеха та Гелени Марусаж 1956               |
| 20.   | 02.04.1956 | Роман Генсеніца-Сєчка     | 93,5 m    | позаконкурсна серія пасхальних змагань зі стрибків           |
| –     | 02.04.1956 | Анджей Генсеніца-Сєчка    | 98 m      | позаконкурсна серія пасхальних змагань зі стрибків           |
| 21.   | 1961       | Karl Schramm              | 98,5 m    |                                                              |
| 22.   | 25.02.1961 | Ніколай Шамов             | 99,5 m    | Пам'яті Броніслава Чеха та Гелени Марусаж 1961               |
| 23.   | 26.02.1961 | Ніколай Шамов             | 100 m     | Пам'яті Броніслава Чеха та Гелени Марусаж 1961               |
| 24.   | 25.02.1962 | Гельмут Рекнагель         | 103 m     | Чемпіонат світу 1962                                         |
| 25.   | 20.03.1966 | Горст Квік                | 105,5 m   | Пам'яті Броніслава Чеха та Гелени Марусаж 1966               |
| 26.   | 24.01.1967 | Їржі Рашка                | 107 m     | Кубок Дружби 1967                                            |
| 27.   | 1967       | Юзеф Коциан               | 107,5 m   |                                                              |
| 28.   | 10.03.1968 | Юзеф Пшибила              | 108,5 m   | Пам'яті Броніслава Чеха та Гелени Марусаж 1968               |
| 29.   | 1968       | Юзеф Пшибила              | 109 m     |                                                              |
| 30.   | 05.03.1969 | Манфред Вульф             | 111,5 m   | Пам'яті Броніслава Чеха та Гелени Марусаж 1969               |
| 31.   | 20.03.1971 | Ханс Шмідт                | 112 m     | Пам'яті Броніслава Чеха та Гелени Марусаж 1971               |
| 32.   | 01.04.1973 | Тадеуш Павлусяк           | 113 m     | весняні змагання зі стрибків                                 |
| 33.   | 09.02.1975 | Марек Пах                 | 114 m     | Чемпіонат Польщі 1975                                        |
| 34.   | 09.02.1975 | Станіслав Бобак           | 115,5 m   | Чемпіонат Польщі 1975                                        |
| 35.   | 12.03.1978 | Keijo Korhonen            | 116 m     | Пам'яті Броніслава Чеха та Гелени Марусаж 1978               |
| 36.   | 18.02.1979 | Пйотр Фіяс                | 116,5 m   | Пам'яті Броніслава Чеха та Гелени Марусаж 1979               |
| 37.   | 03.1985    | Пйотр Фіяс                | 117 m     | Пам'яті Броніслава Чеха та Гелени Марусаж 1985               |
| 38.   | 03.1985    | Jiří Malec                | 119 m     | Пам'яті Броніслава Чеха та Гелени Марусаж 1985               |
| 39.   | 03.1986    | Ян Коваль                 | 122,5 m   | Пам'яті Броніслава Чеха та Гелени Марусаж 1986               |
| 40.   | 14.03.1987 | Ян Коваль                 | 123 m     | Пам'яті Броніслава Чеха та Гелени Марусаж 1987               |
| 41.   | 1992       | Збігнєв Клімовський       | 124 m     |                                                              |
| 42.   | 22.01.1995 | Арве Ворвік               | 128 m     | Континентальний кубок 1994–95                                |
| –     | 31.03.1995 | Войцех Скупєнь            | 130 m     | Чемпіонат Польщі 1995 (тренування)                           |
| 43.   | 27.01.1996 | Primož Peterka            | 130 m     | Кубок світу 1995–96                                          |
| –     | 1996       | Александр Бойда           | 130,5 m   |                                                              |
| –     | 04.03.2001 | Стефан Кайзер             | 135,5 m   | Континентальний кубок 2000–01                                |
| –     | 26.12.2002 | Адам Малиш                | 136,5 m   | Чемпіонат Польщі 2002                                        |
| 44.   | 18.01.2003 | Свен Ханнавалд            | 140 m     | Чемпіонат світу 2002–03                                      |
| L1.   | 05.09.2004 | Данієль Форфанг           | 139,5 m   | Гран-прі 2004, літні                                         |
| –     | 11.03.2005 | Juha-Matti Ruuskanen      | 141,5 m   | Континентальний кубок 2004–05                                |
| (L1.) | 25.08.2007 | Адам Малиш                | 139,5 m   | Гран-прі 2007, літні                                         |
| (44.) | 23.01.2010 | Грегор Шліренцауер        | 140 m     | Кубок світу 2009–10                                          |
| 46.   | 23.01.2010 | Сімон Амманн              | 140,5 m   | Кубок світу 2009–10                                          |
| –     | 18.08.2013 | Адам Руда                 | 139,5 m   | Кубок FIS 2013–14, літній                                    |
| –     | 24.03.2015 | Клеменс муранька          | 144 m     | Чемпіонат Польщі 2015, підтримка                             |
| –     | 24.03.2015 | Пйотр Жила                | 141,5 m   | Чемпіонат Польщі 2015, підтримка                             |
| –     | 24.03.2015 | Каміль Стох               | 141,5 m   | Чемпіонат Польщі 2015                                        |
| 47.   | 27.01.2018 | Каміль Стох               | 141,5 m   | Чемпіонат світу 2017–18                                      |
| –     | 18.02.2018 | Пйотр Кудзя               | 143,5 m   | Загальнонаціональна олімпіада молоді 2018 (лижне двоборство) |
| –     | 23.09.2018 | Anže Semenič              | 140 m     | Літній континентальний кубок 2018, літній (пробна серія)     |
| 48.   | 19.01.2019 | Маркус Айзенбіхлер        | 143 m     | Кубок світу 2018–19                                          |
| 49.   | 19.01.2019 | Давід Кубацкі             | 143,5 m   | Кубок світу 2018–19                                          |
| –     | 17.03.2019 | Bor Pavlovčič             | 143,5 m   | Континентальний кубок 2018–19, пробна серія                  |
| –     | 17.08.2019 | Давід Кубацкі             | 142 m     | Гран-прі 2019, літні (пробна серія)                          |
| L3.   | 17.08.2019 | Карл Гайгер               | 141,5 m   | Гран-прі 2019, літні                                         |
| L4.   | 17.08.2019 | Тілен Бартол              | 144,0 m   | Гран-прі 2019, літні                                         |
| L5.   | 18.08.2019 | Yukiya Satō               | 145,0 m   | Гран-прі 2019, літні                                         |
| 50.   | 25.01.2020 | Yukiya Satō               | 147 m     | Кубок світу 2019–20                                          |

## Галерея

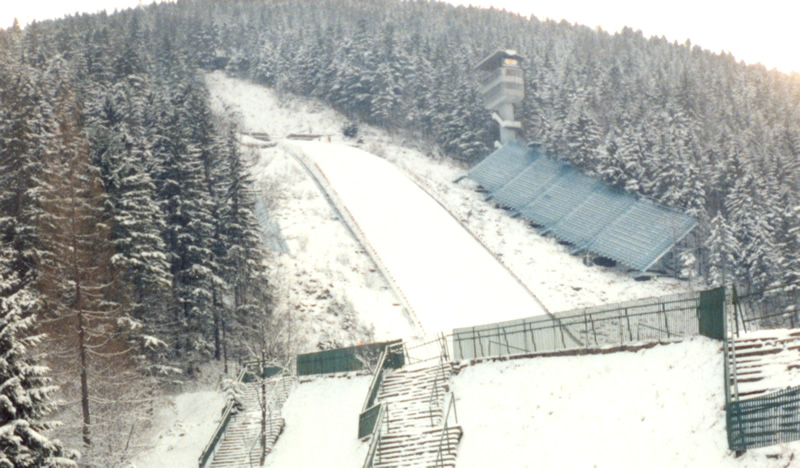
Велика Кроква перед ремонтом
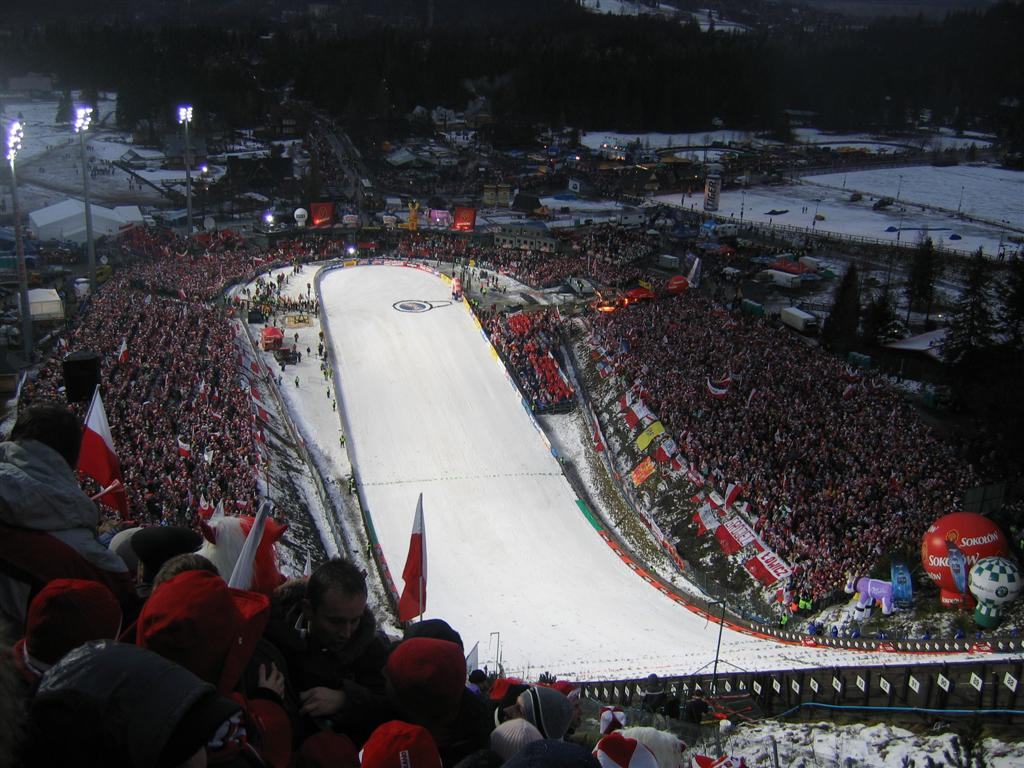
Велика Кроква під час змагань з Кубка світу (2007)
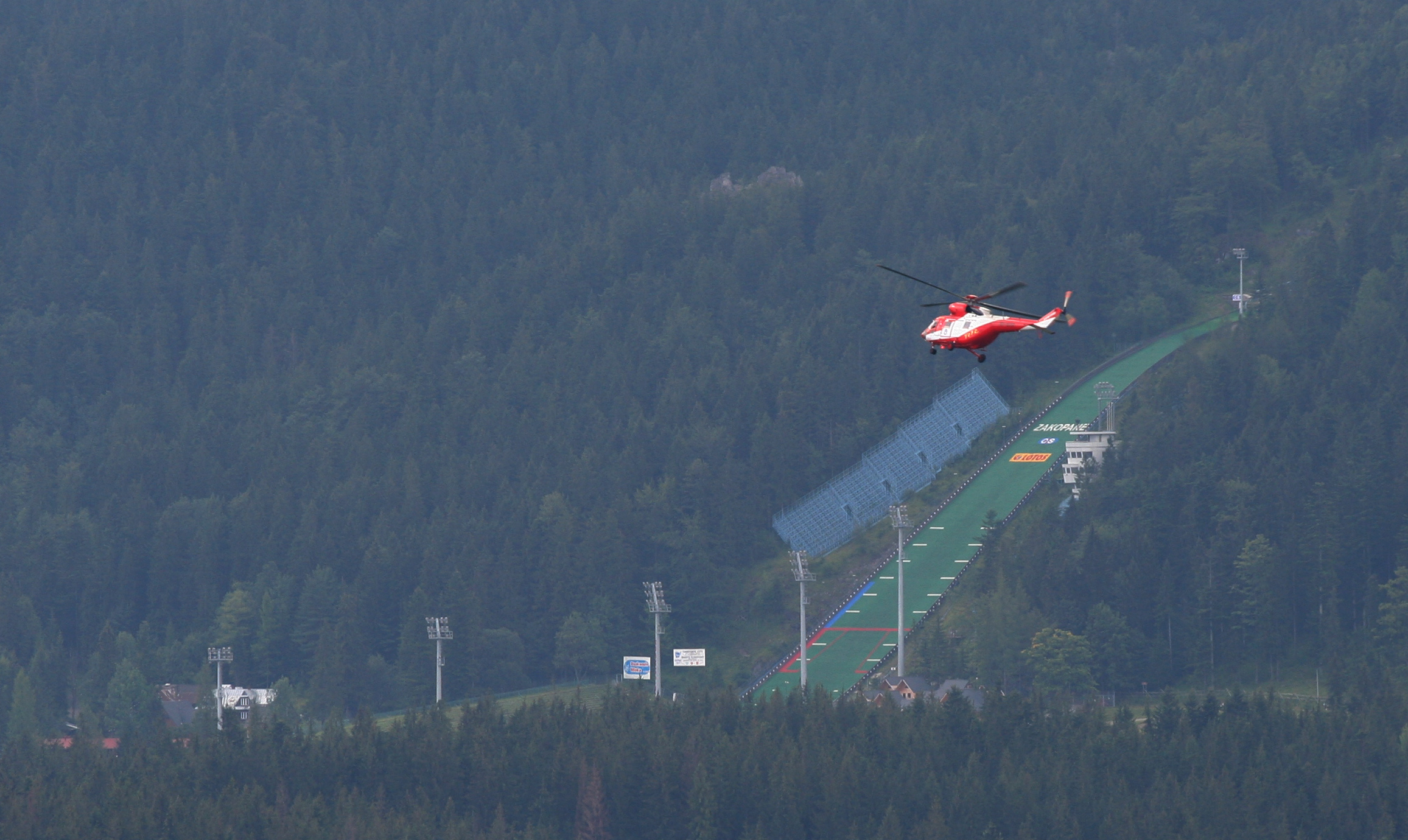
Велика Кроква вигляд з Губалувки — на передньому плані гелікоптер Сокіл ТОПР
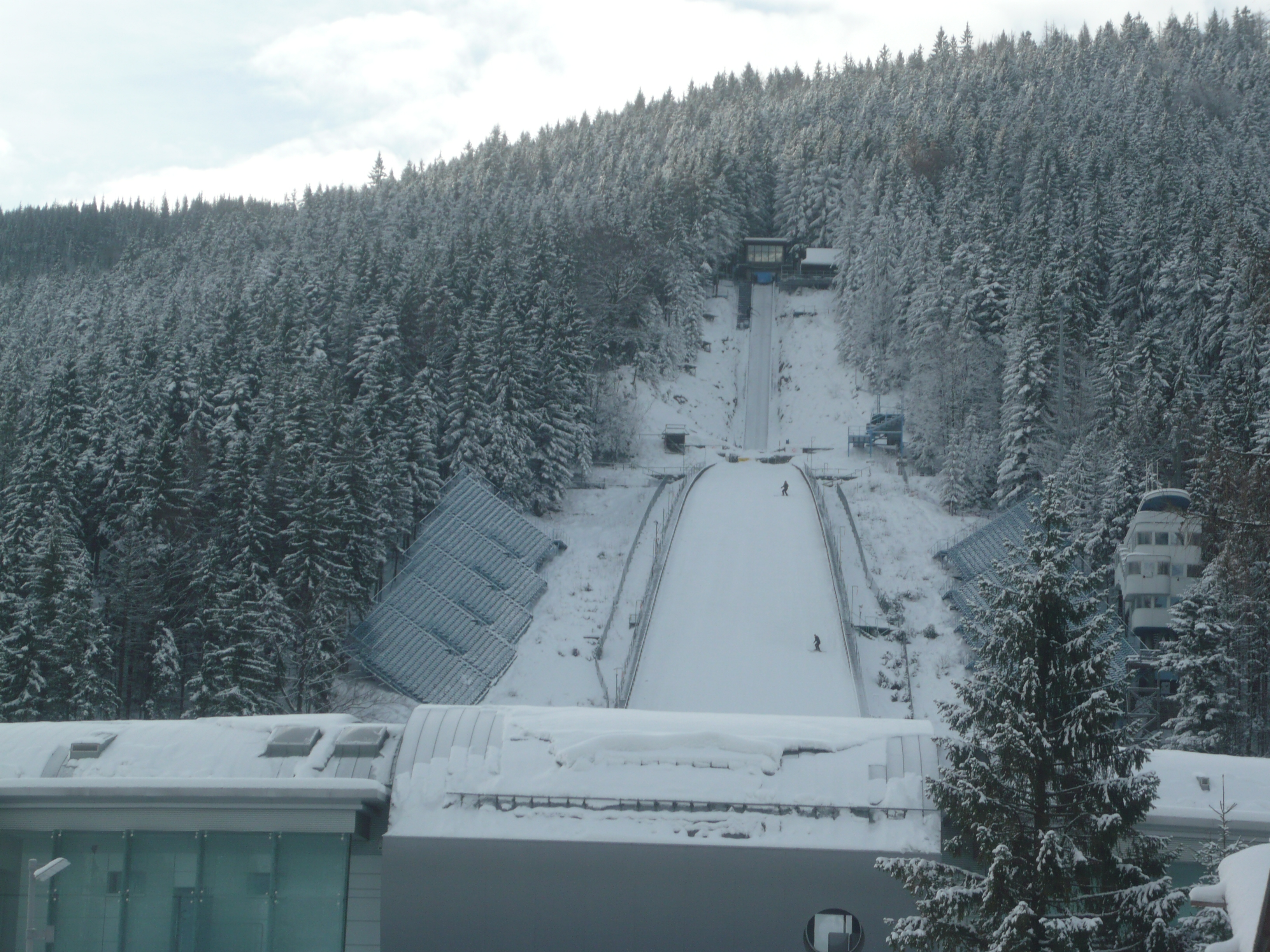
Велика Кроква вигляд з вулиці Пілсудського